# News Ghana
News Ghana ist eine Nachrichten-Website aus Ghana. Das Medium behandelt Nachrichten, Politik, Wirtschaft, Sport und Unterhaltung. Eigentümer ist die  Modern Ghana Media Communication Ltd., ein privat geführtes ghanaischen Unternehmen. Mit 200.000 täglichen Besuchern zählt sie zu einer der meistbesuchten Websites Ghanas.

## Allgemeines
News Ghana, früher als Spy Ghana bekannt, wurde 2010 von Mushura Don-Baare gegründet. News Ghana wird von Roger A. Agana geleitet, dem ehemaligen Geschäftsführer und Redakteur von ModernGhana. Das Mutterunternehmen von News Ghana ist die M'ideas Group, die in ganz Afrika tätig ist und sich auf Nachrichtenberichterstattung und  Öffentlichkeitsarbeit spezialisiert hat. Laut Statistiken des Webverkehrs-Analyseunternehmens Alexa Internet hat News Ghana in Ghana einen Marktanteil von 53,3 %,  17,2 % in Indien, 14,1 % in Nigeria, 2,7 % in den USA und 1,3 % in Deutschland.